# John Glenn
John Herschel Glenn jr. (Cambridge (Ohio), 18 juli 1921 – Columbus (Ohio), 8 december 2016) was een Amerikaans politicus, militair en ruimtevaarder. Hij vloog aan boord van de Mercury MA-6 als derde Amerikaan in de ruimte en als eerste Amerikaan in een baan om de aarde. Van 1974 tot 1999 diende hij als senator voor Ohio.

## Biografie
Glenn volgde basisonderwijs en voortgezet onderwijs in New Concord. Hij behaalde een Bachelor of Science in de techniek aan het Muskingum College. Glenn was tot zijn dood getrouwd met zijn jeugdvriendin Anna Margaret Castor en had twee kinderen en twee kleinkinderen. Op 8 december 2016 overleed Glenn in het James Cancer Hospital in Columbus. Zijn vrouw overleed een kleine vier jaar later op 19 mei 2020 op een leeftijd van honderd jaar.

### Piloot
Tijdens de Tweede Wereldoorlog vloog hij als gevechtspiloot op de F4U Corsair bij het United States Marine Corps (USMC). Na de Tweede Wereldoorlog was hij gestationeerd in Guam en vloog patrouillemissies over Noord-China. In 1948 werd hij vlieginstructeur in Corpus Christi. Tijdens de Koreaanse Oorlog vloog hij gevechtsmissies op de F9F Panther voor het USMC en, in het kader van een uitwisselingsprogramma, op de F-86 Sabre voor de USAF. Na die oorlog volgde hij de opleiding tot testpiloot aan de U.S. Naval Test Pilot School op NAS Patuxent River, waar hij op 16 juli 1957 de eerste supersonische transcontinentale vlucht volbracht. Daarbij vloog hij van Californië naar New York in 3 uur, 23 minuten en 8 seconden.

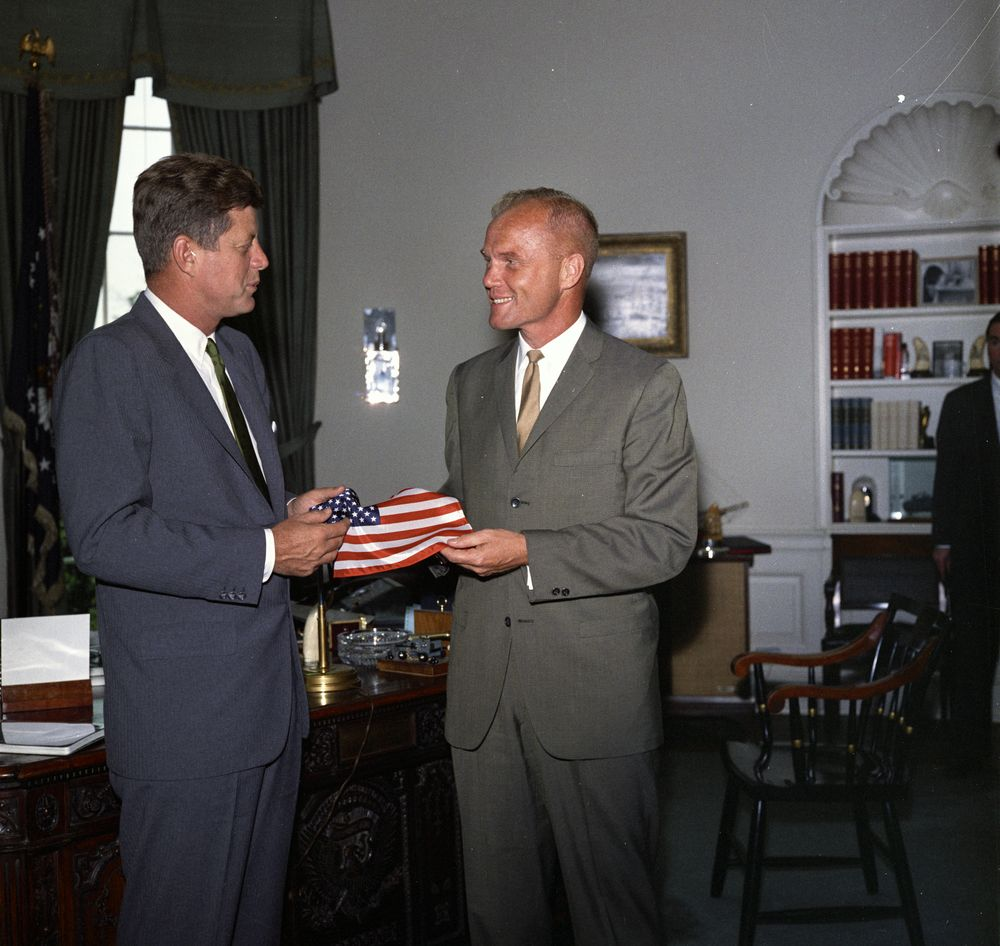
President John F. Kennedy en John Glenn in de Oval Office tijdens een bijeenkomst in het Witte Huis op 27 juni 1962.

### NASA
Op 2 april 1959 werd hij samen met zes andere testpiloten door NASA geselecteerd voor de Mercury Seven, de ruimtevaarders die de eerste Amerikaanse bemande ruimtevluchten zouden gaan uitvoeren in het kader van het Mercuryprogramma.
Glenn werd voor het eerst gelanceerd op 20 februari 1962 aan boord van de Mercury MA-6 (Friendship 7). Het is een hardnekkig misverstand dat John Glenn door deze vlucht de eerste Amerikaan in de ruimte werd. Hij was de eerste Amerikaan in een baan om de aarde, maar vóór hem hadden de Amerikanen Alan Shepard en Virgil Grissom elk al in de ruimte gevlogen – niet in een baan om de aarde, maar in een korte ballistische vlucht.
Glenn landde in de Atlantische Oceaan na drie maal om de aarde te zijn gevlogen met een snelheid van 28.000 km per uur, op een hoogte van 159 tot 265 km boven het aardoppervlak. Glenn bleef tot 1964 voor NASA werken en ging daarna de zakenwereld in.

### Politieke carrière
In 1974 ging Glenn de politiek in. Hij werd als lid van de Democratische Partij gekozen tot senator voor de staat Ohio en werd herkozen in 1980, 1986 en 1992. In 1984 deed hij een poging om kandidaat te worden voor de presidentsverkiezingen. Glenn was tevens betrokken bij het Keating Five-schandaal (1989). In 1999 trok hij zich terug uit de politiek. 
Glenn had een positieve invloed op de emancipatie van vrouwen en zwarten in de Amerikaanse samenleving, doordat hij hoog opgaf van het werk van een zwarte vrouw, Katherine Johnson. Glenn over Johnson: "Ik ga niet de ruimte in voordat Katherine de baanberekeningen heeft uitgevoerd."

### Terugkeer in de ruimte
Op 29 oktober 1998 werd Glenn aan boord van de spaceshuttle Discovery (STS-95) voor de tweede keer gelanceerd. Met een leeftijd van 77 jaar was hij destijds de oudste persoon die in de ruimte heeft gevlogen.

## Vernoemingen
- De Enhanced Cygnus-bevoorradingsmodule die op 18 april 2017 werd gelanceerd voor de ISS-bevoorradingsmissie OA-7 was S.S. John Glenn gedoopt.
- De orbitale draagraket die Blue Origin ontwikkelt heet New Glenn.
- NASA's Glenn Research Center.
- De belangrijkste luchthaven van Columbus (Ohio) is hernoemd tot John Glenn Columbus International Airport.

- Bibliothèque nationale de France: cb15790998z (data)
- DBLP: 60/3037
- Gemeinsame Normdatei: 118966588
- International Standard Name Identifier: 0000 0001 0920 3240
- Library of Congress Control Number: n79091232
- MusicBrainz: 29130923-f948-475b-bacb-96ee16fb5d3b
- National Archives and Records Administration: 10582479
- Bibliotheek van het Japanse parlement: 00620737
- Nationale Bibliotheek van Tsjechië: js20090120006
- Nationale Bibliotheek van Israël: 987007436899905171
- Nationale Bibliotheek van Polen: a0000003574756
- Nederlandse Thesaurus van Auteursnamen: 070090378
- PIC: 8800
- Istituto Centrale per il Catalogo Unico: MILV248023
- SNAC: w6t54gzv
- Système universitaire de documentation: 081970137
- Trove: 1212135
- Biographical Directory of the United States Congress: G000236
- Virtual International Authority File: 7043148997698859870003